# Peter A. Diamond
Peter Arthur Diamond (New York, 29 april 1940) is een Amerikaans wetenschapper, econoom, en Nobelprijswinnaar.
Diamond kreeg in 2010 de Prijs van de Zweedse Rijksbank voor economie (die hij deelde met Dale Mortensen en Christopher Pissarides) voor hun onderzoek naar zoekfricties op markten.
Hij is hoogleraar aan het Massachusetts Institute of Technology en Berkeley.
1969: Frisch, Tinbergen ·
1970 : Samuelson ·
1971: Kuznets ·
1972: Hicks, Arrow ·
1973: Leontief ·
1974: Myrdal, Hayek ·
1975: Kantorovitsj, Koopmans ·
1976: Friedman ·
1977: Ohlin, Meade ·
1978: Simon ·
1979: Schultz, Lewis ·
1980: Klein ·
1981: Tobin ·
1982: Stigler ·
1983: Debreu ·
1984: Stone ·
1985: Modigliani ·
1986: Buchanan ·
1987: Solow ·
1988: Allais ·
1989: Haavelmo ·
1990: Markowitz, Miller, Sharpe ·
1991: Coase ·
1992: Becker ·
1993: Fogel, North ·
1994: Harsanyi, Nash, Selten ·
1995: Lucas ·
1996: Mirrlees, Vickrey ·
1997: Merton, Scholes ·
1998: Sen ·
1999: Mundell ·
2000: Heckman, McFadden ·
2001: Akerlof, Spence, Stiglitz ·
2002: Kahneman, Smith ·
2003: Engle, Granger ·
2004: Kydland, Prescott ·
2005: Aumann, Schelling ·
2006: Phelps ·
2007: Hurwicz, Maskin, Myerson ·
2008: Krugman ·
2009: Ostrom, Williamson ·
2010: Diamond, Mortensen, Pissarides ·
2011: Sims, Sargent ·
2012: Roth, Shapley  ·
2013: Fama, Hansen, Shiller  ·
2014: Tirole  ·
2015: Deaton  ·
2016: Hart, Holmström ·
2017: Thaler ·
2018: Nordhaus, Romer ·
2019: Banerjee, Duflo, Kremer ·
2020: Milgrom, Wilson ·
2021: Imbens, Angrist, Card ·
2022: Bernanke, Diamond, Dybvig ·
2023: Goldin ·
2024: Acemoglu, Johnson, Robinson
- Bibsys: 90233245
- Bibliothèque nationale de France: cb12277561h (data)
- Catàleg d'autoritats de noms i títols de Catalunya: 981058511944306706
- CiNii: DA0023050X
- Gemeinsame Normdatei: 128617446
- International Standard Name Identifier: 0000 0001 0866 8943
- Library of Congress Control Number: n84007075
- Mathematics Genealogy Project: 194017
- Nationale Bibliotheek van Tsjechië: vse2007395896
- Nationale Bibliotheek van Israël: 987007445385305171
- Nationale Bibliotheek van Polen: a0000002874261
- Nederlandse Thesaurus van Auteursnamen: 07510170X
- SNAC: w6c982f1
- Système universitaire de documentation: 031590616
- Virtual International Authority File: 172333705
- WorldCat: E39PBJwthTmDWXtJ36ghcPV6Kd